# Крејнвил (Илиноис)
Крејнвил (енгл. Crainville) град је у америчкој савезној држави Илиноис.

## Демографија
По попису из 2010. године број становника је 1.254, што је 262 (26,4%) становника више него 2000. године.
| Група             | 2000.       | 2010.         |
| Белци             | 967 (97,5%) | 1.179 (94,0%) |
| Афроамериканци    | 7 (0,7%)    | 24 (1,9%)     |
| Азијати           | 2 (0,2%)    | 16 (1,3%)     |
| Хиспаноамериканци | 4 (0,4%)    | 16 (1,3%)     |
| Укупно            | 992         | 1.254         |